# Jezuitski kolegij v Gorici
Jezuitski kolegij v Gorici je bil ustanovljen leta 1615.

## Rektorji
- seznam rektorjev Jezuitskega kolegija v Gorici